# Thaliane
 (décembre 2024).
La mise en forme du texte ne suit pas les recommandations de Wikipédia : il faut le « wikifier ».
Les points d'amélioration suivants sont les cas les plus fréquents :
- Les titres sont pré-formatés par le logiciel. Ils ne sont ni en capitales, ni en gras.
- Le texte ne doit pas être écrit en capitales (les noms de famille non plus), ni en gras, ni en italique, ni en « petit »…
- Le gras n'est utilisé que pour surligner le titre de l'article dans l'introduction, une seule fois.
- L'italique est rarement utilisé : mots en langue étrangère, titres d'œuvres, noms de bateaux, etc.
- Les citations ne sont pas en italique mais en corps de texte normal. Elles sont entourées par des guillemets français : « et ».
- Les listes à puces sont à éviter, des paragraphes rédigés étant largement préférés. Les tableaux sont à réserver à la présentation de données structurées (résultats, etc.).
- Les appels de note de bas de page (petits chiffres en exposant, introduits par l'outil «  Source ») sont à placer entre la fin de phrase et le point final[comme ça].
- Les liens internes (vers d'autres articles de Wikipédia) sont à choisir avec parcimonie. Créez des liens vers des articles approfondissant le sujet. Les termes génériques sans rapport avec le sujet sont à éviter, ainsi que les répétitions de liens vers un même terme.
- Les liens externes sont à placer uniquement dans une section « Liens externes », à la fin de l'article. Ces liens sont à choisir avec parcimonie suivant les règles définies. Si un lien sert de source à l'article, son insertion dans le texte est à faire par les notes de bas de page.
- La présentation des références doit suivre les conventions bibliographiques. Il est recommandé d'utiliser les modèles {{Ouvrage}}, {{Chapitre}}, {{Article}}, {{Lien web}} et/ou {{Bibliographie}}. Le mode d'édition visuel peut mettre en forme automatiquement les références.
- Insérer une infobox (cadre d'informations à droite) n'est pas obligatoire pour parachever la mise en page.

Pour une aide détaillée, merci de consulter Aide:Wikification.
Si vous pensez que ces points ont été résolus, vous pouvez retirer ce bandeau et améliorer la mise en forme d'un autre article.
 (novembre 2024).
Thaliane, de son vrai nom Traoré Ouo Nathalie, née le 30 novembre 1992 à Banfora, est une chanteuse burkinabè spécialisée dans le genre afro hip-hop. Jusqu'en 2018, elle compte parmi les rares femmes burkinabè à évoluer dans ce style musical. Elle remporte le Prix de la révélation aux 12 PCA en 2015. 

## Biographie
Thaliane voit le jour en 1992 à Banfora. En 2013, elle obtient son baccalauréat dans sa ville natale avant de poursuivre ses études supérieurs à  l’Université de Ouagadougou, aujourd’hui connue sous le nom d’université Professeur Joseph Ki-ZERBO. Elle s’inscrit  dans la filière Sciences Economiques de Gestion (SEG). Par la suite elle obtient une licence en marketing.

## Carrière
Thaliane commence sa carrière musicale en participant à des compétitions telles que Faso Academy en 2010, où elle représente la région de Banfora. Elle se révèle au grand public en 2013 par son single Wolobaw dèmè. En 2014, elle lance son premier album intitulé Osons la Paix, un projet dans lequel elle exprime son désir de contribuer à la promotion de la paix dans son pays. L'album aborde également des thèmes tels que l'amour, la jeunesse et l'espoir. Elle participe également à The Voice Afrique Francophone en 2016. Son deuxième projet, un maxi,  Ailleurs, sorti en mai 2017.  En novembre 2018, elle enrichit sa discographie avec un album de 10 titres, un maxi de 4 titres et plusieurs singles. Parallèlement, elle est nommée aux Kundé en 2014.
En 2018, elle est la seule artiste africaine sélectionnée pour une tournée humanitaire internationale en Allemagne et en Italie, organisée du 2 septembre au 29 octobre. Cette tournée vise à lutter contre le racisme et la violence. En décembre 2020, elle sort un single baptisé Banfora en hommage à sa ville natale. Polyglotte, Thaliane chante en dioula, en toussian, en français et en anglais. 
En février 2022, elle sort un single intitulé Femmes battantes, dans l’optique d’encourager la gent féminine à l’autonomisation financière,.

## Distinctions
- 2014: Nommée dans la catégorie Kundé du meilleur espoir[11]

- 2015: Prix de la révélation aux 12 PCA.